# Джонсън (окръг, Тексас)
Вижте пояснителната страница за други значения на Джонсън.
Окръг Джонсън (на английски: Johnson County) е окръг в щата Тексас, Съединени американски щати. Площта му е 1901 km², а населението - 149 797 души. Административен център е град Клейбърн.